# Wyoming (Iowa)
Wyoming es una ciudad ubicada en el condado de Jones en el estado estadounidense de Iowa. En el Censo de 2010 tenía una población de 515 habitantes y una densidad poblacional de 389,89 personas por km².

## Geografía
Wyoming se encuentra ubicada en las coordenadas 42°3′35″N 91°0′18″O / 42.05972, -91.00500. Según la Oficina del Censo de los Estados Unidos, Wyoming tiene una superficie total de 1.32 km², de la cual 1.32 km² corresponden a tierra firme y (0%) 0 km² es agua.

## Demografía
Según el censo de 2010, había 515 personas residiendo en Wyoming. La densidad de población era de 389,89 hab./km². De los 515 habitantes, Wyoming estaba compuesto por el 99.03% blancos, el 0% eran afroamericanos, el 0.58% eran amerindios, el 0% eran asiáticos, el 0% eran isleños del Pacífico, el 0% eran de otras razas y el 0.39% pertenecían a dos o más razas. Del total de la población el 1.17% eran hispanos o latinos de cualquier raza.